# Аполіпопротеїн H
Аполіпопротеїн H (англ. Apolipoprotein H) – білок, який кодується геном APOH, розташованим у людей на короткому плечі 17-ї хромосоми. Довжина поліпептидного ланцюга білка становить 345 амінокислот, а молекулярна маса — 38 298.
| 10         |  | 20         |  | 30         |  | 40         |  | 50         |
| ---------- |  | ---------- |  | ---------- |  | ---------- |  | ---------- |
| MISPVLILFS |  | SFLCHVAIAG |  | RTCPKPDDLP |  | FSTVVPLKTF |  | YEPGEEITYS |
| CKPGYVSRGG |  | MRKFICPLTG |  | LWPINTLKCT |  | PRVCPFAGIL |  | ENGAVRYTTF |
| EYPNTISFSC |  | NTGFYLNGAD |  | SAKCTEEGKW |  | SPELPVCAPI |  | ICPPPSIPTF |
| ATLRVYKPSA |  | GNNSLYRDTA |  | VFECLPQHAM |  | FGNDTITCTT |  | HGNWTKLPEC |
| REVKCPFPSR |  | PDNGFVNYPA |  | KPTLYYKDKA |  | TFGCHDGYSL |  | DGPEEIECTK |
| LGNWSAMPSC |  | KASCKVPVKK |  | ATVVYQGERV |  | KIQEKFKNGM |  | LHGDKVSFFC |
| KNKEKKCSYT |  | EDAQCIDGTI |  | EVPKCFKEHS |  | SLAFWKTDAS |  | DVKPC      |

A: Аланін

C: Цистеїн

D: Аспарагінова кислота

E: Глутамінова кислота

F: Фенілаланін

G: Гліцин

H: Гістидин

I: Ізолейцин

K: Лізин

L: Лейцин

M: Метіонін

N: Аспарагін

P: Пролін

Q: Глутамін

R: Аргінін

S: Серин

T: Треонін

V: Валін

W: Триптофан

Білок має сайт для зв'язування з молекулою гепарину. 
Секретований назовні.